# 温森
温森是德国石勒苏益格－荷尔斯泰因州的一个市镇。总面积4.08平方公里，总人口386人，其中男性215人，女性171人（2011年12月31日），人口密度95人/平方公里。